# Två sköna juveler
Två sköna juveler är en svensk film från 1954 i regi av Rolf Husberg.

## Handling
Inge och Pelle får genom ett misstag uppdraget att skydda en innehavarinna av en juvelerarbutik och ett smycke, utan att hon märker det. Hon ska åka med smycket till Paris för att sälja det. Eftersom smycket är värdefullt är det personer som är intresserade av att stjäla det.

## Om filmen
Filmen är inspelad den 21 april–27 augusti 1954 i AB Sandrew-Ateljéerna samt i Stockholm, Malmö, Köpenhamn och Paris. Produktionsbolag var AB Wivefilm, Stockholm.
Två sköna juveler hade premiär den 6 december 1954 och är barntillåten. Filmen har visats på SVT, bland annat i december 2019.

## Rollista (urval)
- Åke Söderblom – Inge Kraft
- Egon Larsson – Pelle Piehl
- Elisaveta – Eva Wahlberg, innehavare av juvelerarbutik
- Ingrid Thulin – Lilly Fridh
- Håkan Westergren – Fridh, försäkringsinspektör, Lillys far
- John Botvid – Vilhelm Blomgren, kamrer i juvelerarbutiken
- Nils Kihlberg – Marco Curzio Carlsson
- Torsten Lilliecrona – Vackre Bill, Carlssons hantlangare
- Mary Rapp – Britta Wesslén, svensk journalist i Köpenhamn
- Ivar Wahlgren – avdelningschef
- Julie Bernby – revyprimadonna
- Arne Andersson – revyprimadonnans man
- John Melin – revykomiker
- Sven Holmberg – revycharmör
- Sten Ardenstam – busschaufför
- Åke Starck – jobbare
- Gösta Holmström – stadsfogde
- Birger Lensander – expressbud
- Sten Looström – tågkonduktör
- Sten Hedlund – den unga damens upprörde man
- Hanny Schedin – tågpassagerare
- Margit Aronsson – tågpassagerare
- Kai Hansen – hotellportier i Köpenhamn
- Karl-Erik Stark – barmästare
- Georges Beeckman – hotellgäst i Paris
- Margaretha Bergström – ej identifierad roll
- Franco Mariano – ej identifierad roll
- Marrit Ohlsson – ej identifierad roll

## Musik i filmen
- En man för mej, musik Egon Larsson, text Egon Larsson och Åke Söderblom, sång Egon Larsson och Åke Söderblom
- Kærlighed, musik Hans Schreiber, text Knud Pheiffer, sång Åke Söderblom
- C'est toujours l'amour, text och musik Egon Larsson, sång Åke Söderblom
- Always Romantic, musik Allan Gray, instrumental
- Old Gypsy Wagon, musik King Palmer, instrumental
- Who Told You, musik Bob Mervan, instrumental
- L'argent ne fait pas de bonheur, instrumental
- Goodnight Little Fella, musik Harry Gordon, instrumental
- Pigg promenad, musik Egon Larsson, instrumental